# De Skúmkoppen
De Skúmkoppen is een zeemanskoor uit de Friese Havenstad Harlingen. Het koor is opgericht op 3 maart 1994 en begon met 16 leden, maar is in de loop der jaren uitgegroeid 62 koppen tellend koor.
De naam Skúmkoppen is Stadsfries voor Schuimkoppen, wit schuim dat meestal aan de rand van het water aan land licht. De naam kenmerkt hier het karakter van het koor, dat in het Stadsfries (en Fries en Nederlands) zingt over met name het visserstadje en het zeemansleven.
In het weekend van 15 september 2019 heeft het koor samen met het shantykoor havenloos uit Uden in Uden hun jubileum gevierd. Dit is Uden gevierd met de reden dat 1 van de oprichters van het koor hier is gaan wonen. Op de zaterdag is er op de markt een optreden geven en op zondag heeft het koor een optreden verzorgd in het wijkcentrum het eigen hert. Dit ter ere van het jubileum dat het 75 jaar geleden is geweest dat Uden werd bevrijd.

## Optredens
Het koor houdt meerdere optredens per jaar (jaarlijks ± 25). De begeleiding bestaat uit drie accordeonisten. Ze treden op bij diverse festiviteiten, waaronder Sail Den Helder en DelfSail, Harlinger Visserijdagen, vlootdagen, op dorpsfeesten, rust- en verpleegtehuizen, voor mensen met een verstandelijke beperking en nog diverse andere gelegenheden, zoals tijdens de Zeeliederenzondag in het scheepvaartmuseum te Amsterdam. Ook hielden ze een optreden scheepvaartmuseum te Rotterdam, een driedaags voor Sail Amsterdam 2005 en Steam Wilhelmshaven in Duitsland en een optreden bij Omrop Fryslân in 2001.
Het koor werd later nog meer bekend en kreeg ook de gelegenheid op te treden bij de sailorsdagen in Vlaardingen en de Stoomdagen in Dordrecht. Ook organiseren De Skúmkoppen in samenwerking met plaatselijk shantykoren en korpsen Mega-concerten en optreden van solisten.

## Cd's
In maart 1997 werd hun eerste cd opgenomen genaamd Fair stood The Wind waarvan binnen 4 maanden 1000 stuks werden verkocht. In februari 2000 werd de tweede cd opgenomen, genaamd Sailors Memories.